# توشيوكي تاكانو
توشيوكي تاكانو هو دبلوماسي وسياسي ياباني، ولد في 1944 في اليابان. انتخب سفير اليابان لدى كوريا الجنوبية ‏ (2003 – 2005) وانتخب سفير اليابان لدى ألمانيا ‏ (2005 – 2008) وانتخب سفير.